# Cucullia cemenelensis
Cucullia cemenelensis är en fjärilsart som beskrevs av Charles Boursin 1923. Cucullia cemenelensis ingår i släktet Cucullia och familjen nattflyn. Inga underarter finns listade i Catalogue of Life.